# Viktor Žmegač
Viktor Žmegač (* 21. März 1929 in Slatina, Slawonien; † 20. Juli 2022 in Zagreb) war ein Philologe und Literaturhistoriker. Von ihm stammen unter anderem Abhandlungen über Rilke, Brecht, Goethe, Schiller und Kafka. Žmegač erhielt im Jahr 1987 den Friedrich-Gundolf-Preis und im Jahr 1993 den Herder-Preis. Er war Mitglied der Sächsischen Akademie der Wissenschaften. Žmegač war der führende Vertreter der Zagreber Schule, einer an die formale Literatursoziologie des frühen Georg Lukács anknüpfenden Denk- und Forschungsrichtung. Er gehörte zu den drei  „Weggefährten vieler Jahrzehnte“, denen Dieter Borchmeyer sein Buch Was ist Deutsch? Die Suche einer Nation nach sich selbst  „in Dankbarkeit und Freundschaft“ widmete.

## Lebenslauf
Viktor Žmegač wurde in Slatina geboren, wo er die Grundschule besuchte. Die Liebe zur Literatur kam von seiner Mutter, die Liebe zur Musik von seiner Großmutter. In Virovitica und Osijek besuchte er das Gymnasium. Er hat Germanistik und Musikologie in Zagreb und Göttingen studiert. Žmegač promovierte im Jahr 1959. Vorlesungen hielte er an Universitäten in Deutschland, Österreich und in der Schweiz. Von 1971 an bis zur Pensionierung 1999 unterrichtete er deutsche Literatur an der Abteilung für Germanistik der Philosophischen Fakultät in Zagreb. Seit dem Jahr 2002 war er Emeritus.
1991 wurde er zum ordentlichen Mitglied der Academia Europaea gewählt.

## Veröffentlichungen (Auswahl)

### Monographien
- Die Musik im Schaffen Thomas Manns. (= Zagreber Germanistische Studien. 1). Zagreb 1959.
- Kunst und Wirklichkeit. Zur Literaturtheorie bei Brecht, Lukács und Broch. Bad Homburg/ Berlin/ Zürich 1969.
- Die Realität als literarisches Problem. Klagenfurt 1981.
- Der europäische Roman. Geschichte seiner Poetik. Niemeyer Verlag, Tübingen 1990.
- Tradition und Innovation. Studien zur deutschsprachigen Literatur seit der Jahrhundertwende. Böhlau Verlag, Wien/ Köln/ Weimar 1993, ISBN 3-205-98007-7.
- Der historische und der typologische Jude. Studien zu jüdischen Gestalten in der Literatur der Jahrhundertwende. Niemeyer Verlag, Tübingen 1996, ISBN 3-484-32089-3.
- Od Bacha do Bauhausa. Povijest njemačke kulture. [Von Bach bis Bauhaus. Geschichte der deutschen Kultur]. Matica hrvatska, Zagreb 2006, ISBN 978-953-150-791-2.
- Majstori europske glazbe od baroka do sredine 20. stoljeća. [Meister der europäischen Musik vom Barock bis zur Mitte des 20. Jahrhunderts]. Matica hrvatska, Zagreb 2009, ISBN 978-953-150-863-6.
- Strast i konstruktivizam duha. Temeljni umjetnički pokreti 20. stoljeća. [Grundlegende Kunstbewegungen des 20. Jahrhunderts]. Matica hrvatska, Zagreb 2014, ISBN 978-953-341-023-4.

### Herausgeberschaften
- mit Reinold Grimm: Iwan Goll: Der ewige Methusalem. Text und Materialien zur Interpretation. de Gruyter, Berlin 1966.
- Marxistische Literaturkritik. Athenäum, Bad Homburg 1970.
- Methoden der deutschen Literaturwissenschaft. Eine Dokumentation. Athenäum, Frankfurt am Main 1971.
- Der wohltemperierte Mord. Zur Theorie und Geschichte des Detektivromans. Athenäum, Frankfurt am Main 1971.
- mit Zdenko Škreb: Zur Kritik literaturwissenschaftlicher Methodologie. Athenäum, Frankfurt am Main 1973.
- mit Aleksander Flaker: Formalismus, Strukturalismus und Geschichte. Scriptor, Königstein/Ts. 1974.
- Das große deutsche Erzählbuch. Athenäum, Königstein/Ts. 1979, ISBN 3-7610-8047-6.
- Geschichte der deutschen Literatur vom 18. Jahrhundert bis zur Gegenwart. Athenäum, Königstein/Ts.
  - Band I/1 und I/2: 1700–1848. (unter Mitwirkung von Bernd Balzer, Kurt Bartsch, Dieter Borchmeyer, Jörn Garber, Dieter Kimpel, Ernst Ribbat, Rüdiger Safranski, Ronald Schneider, Harro Segeberg, Christoph Siegrist, Florian Vaßen, Lienhard Wawrzyn, Hans-G. Winter). 1979, ISBN 3-7610-8368-8.
  - Band II: 1848–1918. (unter Mitwirkung von Uwe Baur, Dieter Borchmeyer, Dietmar Goltschnigg, Jan Knopf, Martin Rector, Kurt Sollmann, Florian Vaßen). 1980, ISBN 3-7610-8072-7.
  - Band III: 1918–1980. (unter Mitwirkung von Kurt Bartsch, Heidrun Ehrke-Rotermund, Dietmar Goltschnigg, Hermann Kurzke, Dieter Mayer, Gerhard Melzer, John Milfull, Gerd Müller, Erwin Rotermund). 1984, ISBN 3-7610-8270-3.
- Deutsche Literatur der Jahrhundertwende. (= Neue Wissenschaftliche Bibliothek, Literaturwissenschaft. Band 133). Athenäum-Hain-Scriptor-Hanstein Hain, Königstein/Ts. 1981, ISBN 3-445-02108-2.
- mit Erwin Streitfeld: Schillers Briefe. Mit Einleitung und Kommentar. Athenäum, Königstein/Ts. 1983, ISBN 3-7610-8168-5.
- mit Dieter Borchmeyer: Moderne Literatur in Grundbegriffen. Athenäum, Frankfurt am Main 1987. (Zweite, erweiterte Auflage Niemeyer, Tübingen, 1994.)
- mit Zdenko Škreb und Ljerka Sekulić: Scriptors Geschichte der deutschen Literatur. Von den Anfängen bis zur Gegenwart. Scriptor, Königstein/Ts. 1981, ISBN 3-589-20782-5 (u. d. T. Kleine Geschichte der deutschen Literatur von den Anfängen bis zur Gegenwart. Athenäum, Königstein 1984, ISBN 3-7610-8306-8; um zwei Kapitel erweitert: Kleine Geschichte der deutschen Literatur von den Anfängen bis zur Gegenwart. Cornelsen, Berlin 1993, ISBN 3-454-33801-8). – Das Werk erschien ursprünglich in kroatischer Sprache: Književnost njemačkoga jezičnog izraza. Mladost, Zagreb 1974.